# Palangre

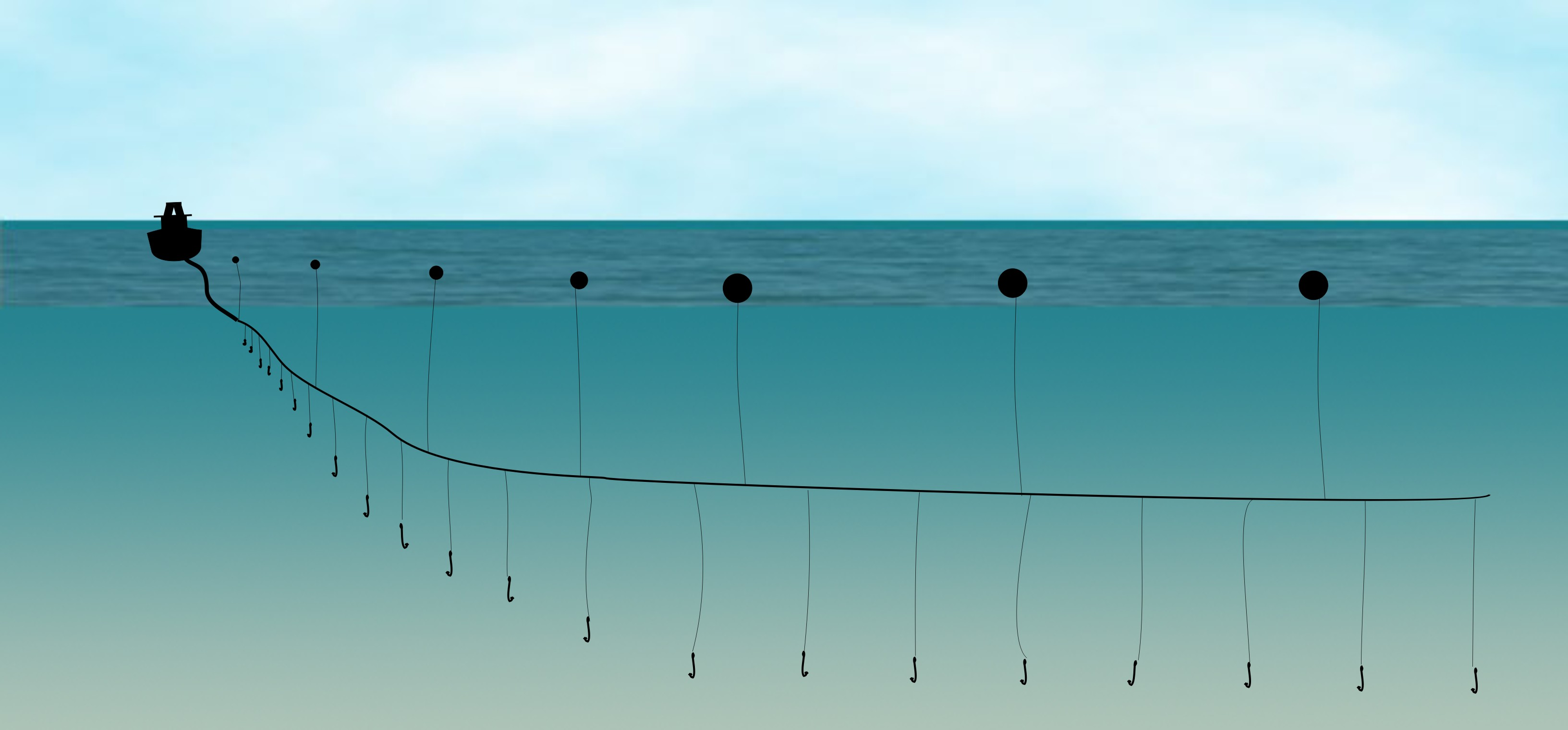
Schéma d'une palangre.

La palangre est un engin de pêche dormant composé d'une ligne mère  sur laquelle sont fixés des avançons, portions de fil de nylon se terminant par un hameçon.

## Types de palangres
Elle peut être pélagique (dans ce cas, elle reste retenue par le navire) ou bien de fond (dans ce cas elle est munie d'ancres et de lests). La palangre de fond permet de pêcher le congre, la dorade,  le grondin, la lingue, le merlan, la raie, le requin et la roussette. Il existe aussi des palangres de surface dérivantes appelées aussi longligne maintenues par des flotteurs pour pêcher le bar, le thon et l'espadon. La palangre mixte permet de pêcher le merlu : elle consiste en une alternance de flotteurs et de lests et permet de pêcher à une dizaine de mètres au-dessus du fond.
D'après une étude basée sur des données satellitaires, la pêche à la palangre est la plus répandue, puisqu'elle est présente dans 45 % des océans.
En France, seules deux palangres sont autorisées par embarcation.

### Le cordeau ou palangre de plage
Un cordeau se compose d'une ligne principale aussi appelée ligne mère. Les hameçons sont disposés sur cette ligne tous les mètres environ. On attache ce cordeau avec deux piquets aux extrémités de la ligne mère que l'on enfonce profondément dans le sable de la plage.
La différence avec la palangre pélagique, de fond ou de surface, c’est que ce cordeau sera posé à pied, pendant la marée basse, alors que la palangre sera déposée en bateau.

## Avantages et inconvénients
Contrairement à la pêche au chalut, la pêche à la palangre épargne les fonds marins, pêche sélectivement l'espèce voulue et évite que les poissons soient écrasés au fond du filet. La sélectivité de la pêche est cependant limitée : plusieurs espèces de requins ou de thons mordent aux appâts destinés aux espadons par exemple.
Afin d'éviter la capture accidentelle de requins ou de raies, un dispositif d'effarouchement est en cours d'expérimentation en méditerranée : un faible champ électrique est émis au niveau de l'hameçon et détecté par les ampoules de Lorenzini. La diminution des captures est de 100 % pour les requins et 60 % pour les raies.

### Dangers pour les oiseaux marins

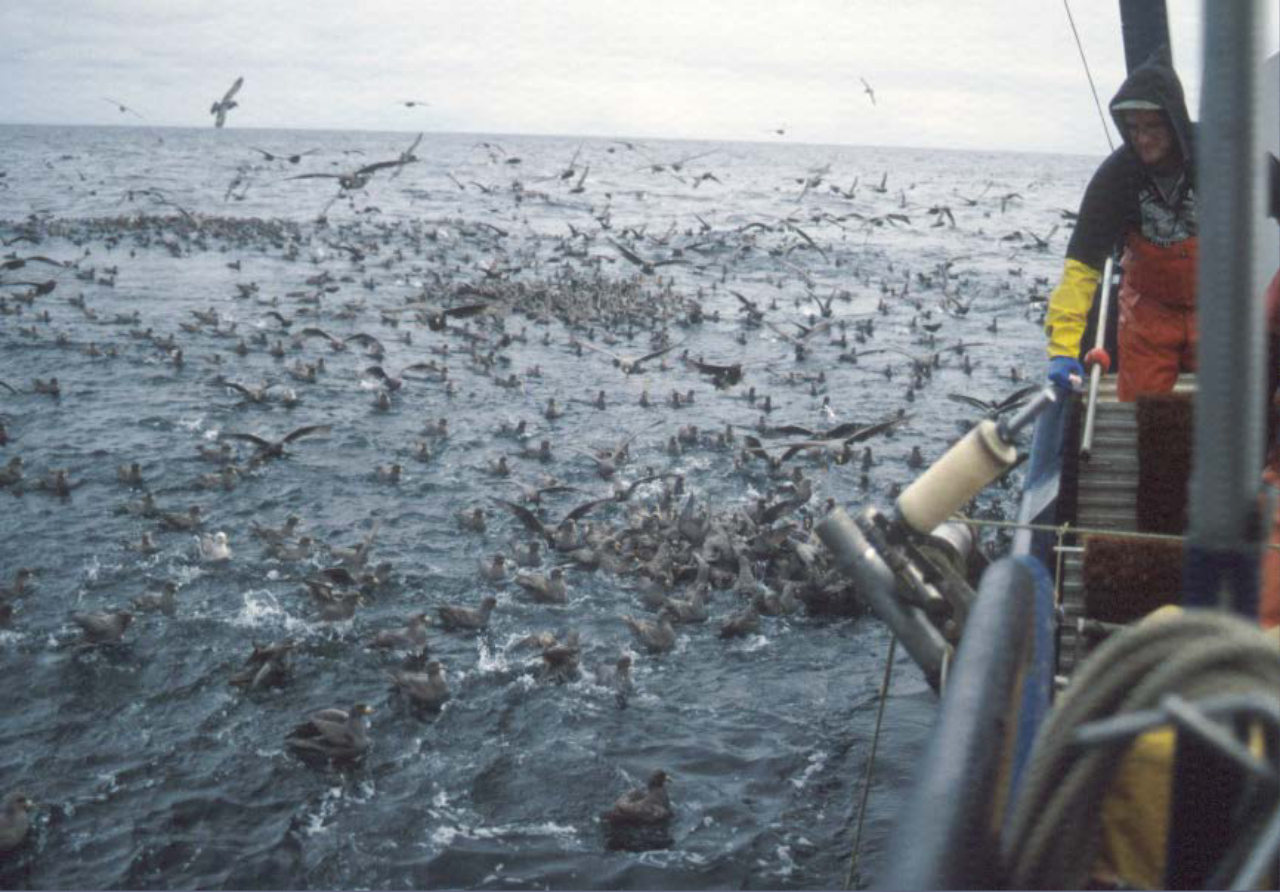
Oiseaux de mer près d'un navire de pêche avec palangre.

### Dangers pour les oiseaux marins[6]

#### Causes de mortalité
La pêche à la palangre est une des causes de disparition de certains oiseaux marins dont un grand nombre d'espèces d'albatros. 
Les oiseaux sont généralement attirés par le poisson facilement disponible lors du relevage de la ligne, ou par les appâts lors de son installation. Dans le premier cas, l'oiseau est piégé par l'hameçon et donc tué ou gravement blessé. Dans le second cas, l'oiseau est entraîné dans l'eau et noyé. Dans certains cas, l'oiseau peut ingurgiter des déchets de poissons contenant des hameçons.
La mortalité directe des oiseaux marins due à la pêche à la palangre a également des conséquences indirectes. Chez certaines espèces comme les albatros, l'investissement parental est significatif lors de la croissance des poussins. Ainsi, la mort d'un parent reproducteur entraînera probablement la mort rapide du poussin. En outre, son partenaire adulte aura dans certains cas moins de facilité à se reproduire à l'avenir.

#### Mesures de réduction des risques
Des mesures simples peuvent être prises pour réduire la mortalité de ces oiseaux. 
- Installation des lignes durant la nuit, la plupart des oiseaux marins ayant une activité diurne.
- Meilleur lestage des lignes : celles-ci sont plus rapidement hors de portée des oiseaux.
- Dispositifs d'effarouchement des oiseaux.
- Interdiction de cette pratique dans certaines zones riches en oiseaux marins.
- Rejet des déchets de poissons hors de périodes de relevage de la ligne.